# Jezioro Grzebite
Jezioro Grzebite (inaczej Grzebieto) – jezioro morenowe w woj. wielkopolskim, w powiecie międzychodzkim, w gminie Sieraków, niedaleko wsi Tuchola, leżące na terenie Kotliny Gorzowskiej.

## Dane morfometryczne
Powierzchnia zwierciadła wody według różnych źródeł wynosi od 2,8 ha z pomiarów planimetrycznych, przez 3,2 ha do 4,18 ha.

## Hydronimia
Według urzędowego spisu opracowanego przez Komisję Nazw Miejscowości i Obiektów Fizjograficznych (KNMiOF) nazwa tego jeziora to Grzebite. W niektórych publikacjach i na mapach topograficznych jezioro to występuje pod nazwą Grzebieto.